# Copa Rio Internacional de Voleibol Feminino de 2015
Copa Rio Internacional de Voleibol Feminino foi um campeonato amistoso de vôlei realizado no Rio de Janeiro, em 2015. Proibido de participar da Copa do Mundo pela FIVB por ser o país sede das Jogos Olímpicos de Verão de 2016, a Confederação Brasileira de Voleibol decidiu organizar uma competição com outras 3 seleções que não participaram do torneio supracitado, como preparação para os seus respectivos campeonatos continentais. Disputado no "sistema de pontos corridos", o quadrangular teve como campeã a equipe brasileira, que terminou a competição invicta.

## Resultados
|     |               |     | Jogos | Jogos | Jogos | Resultados | Resultados | Resultados | Resultados | Resultados | Resultados | Sets | Sets | Sets  | Pontos | Pontos | Pontos |
| Pos | Equipe        | Pts | T     | V     | D     | 3–0        | 3–1        | 3–2        | 2–3        | 1–3        | 0–3        | V    | P    | R     | V      | P      | R      |
| --- | ------------- | --- | ----- | ----- | ----- | ---------- | ---------- | ---------- | ---------- | ---------- | ---------- | ---- | ---- | ----- | ------ | ------ | ------ |
| 1   | Brasil        | 8   | 3     | 3     | 0     | 2          | 0          | 1          | 0          | 0          | 0          | 9    | 2    | 4.500 | 261    | 218    | 1.197  |
| 2   | Países Baixos | 5   | 3     | 1     | 2     | 0          | 1          | 0          | 2          | 0          | 0          | 7    | 7    | 1,000 | 291    | 297    | 0.980  |
| 3   | Bulgária      | 4   | 3     | 2     | 1     | 0          | 0          | 2          | 0          | 0          | 1          | 6    | 7    | 0.857 | 278    | 274    | 1.015  |
| 4   | Alemanha      | 1   | 3     | 0     | 3     | 0          | 0          | 0          | 1          | 1          | 1          | 3    | 9    | 0.333 | 237    | 278    | 0.853  |

- Local: Maracanãzinho, Rio de Janeiro, Brasil[1]

| Data   | Hora  |                  | Placar |               | Set 1 | Set 2 | Set 3 | Set 4 | Set 5 | Total   | Relatório |
| ------ | ----- | ---------------- | ------ | ------------- | ----- | ----- | ----- | ----- | ----- | ------- | --------- |
| 28 ago | 16:00 | 'Bulgária '      | 3–2    | Países Baixos | 25–14 | 25–22 | 18–25 | 23–25 | 15–9  | 106–95  | 106–95    |
| 28 ago | 18:30 | 'Brasil '        | 3–0    | Alemanha      | 25–20 | 25–18 | 25–15 |       |       | 75–53   | 75–53     |
| 29 ago | 15:45 | 'Brasil '        | 3–0    | Bulgária      | 25–20 | 25–21 | 26–24 |       |       | 76–65   | 76–65     |
| 29 ago | 18:00 | 'Países Baixos ' | 3–1    | Alemanha      | 25–15 | 25–18 | 21–25 | 25–23 |       | 96–81   | 96–81     |
| 30 ago | 9:00  | 'Bulgária '      | 3–2    | Alemanha      | 22–25 | 25–20 | 25–20 | 20–25 | 15–13 | 107–103 | 107–103   |
| 30 ago | 11:30 | 'Brasil '        | 3–2    | Países Baixos | 23–25 | 22–25 | 25–22 | 25–18 | 15–10 | 110–100 | 110–100   |

## Premiação
| Copa Rio Internacional de Voleibol Feminino de 2015 |
| --------------------------------------------------- |
| Brasil (1º título)                                  |